# (8990) Compassion
(8990) Compassion es un asteroide que forma parte del cinturón de asteroides y fue descubierto por el equipo del Observatorio Kleť desde el observatorio homónimo, cerca de České Budějovice, República Checa, el 19 de febrero de 1980.

## Designación y nombre
Compassion fue designado al principio como 1980 DN.
Más tarde, en 2001, el Comité de Nomenclatura para los Cuerpos Menores denominó al asteroide «Compassion» en recuerdo de la compasión demostrada por las gentes hacia los amigos y familiares de las víctimas del ataque terrorista a las torres gemelas de Nueva York.

## Características orbitales
Compassion está situado a una distancia media del Sol de 3,158 ua, pudiendo alejarse hasta 3,454 ua y acercarse hasta 2,862 ua. Su inclinación orbital es 8,085 grados y la excentricidad 0,09374. Emplea en completar una órbita alrededor del Sol 2050 días. El movimiento de Compassion sobre el fondo estelar es de 0,1756 grados por día.

## Características físicas
La magnitud absoluta de Compassion es 12,6.